# Regione di Tillabéri
La regione di Tillabéri (ufficialmente Région de Tillabéri, in francese) è una delle 8 regioni del Niger. Prende il nome dal suo capoluogo Tillabéri.

## Dipartimenti
La regione è divisa in 6 dipartimenti:

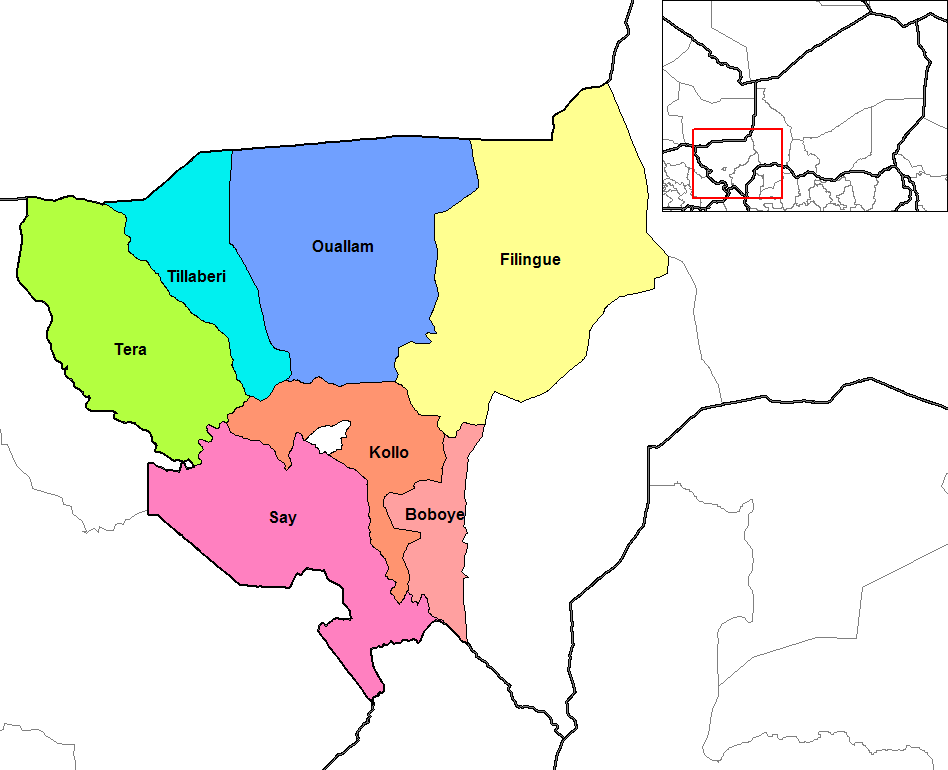
Dipartimenti della Regione di Tillabéri

- Filingue
- Kollo
- Ouallam
- Say
- Tera
- Tillabéri